# Benniescorpio tuberculatus
Benniescorpio
Genre
Espèce
Synonymes
- Eoscorpius tuberculatus Peach, 1883

Benniescorpio tuberculatus, unique représentant du genre Benniescorpio, est une espèce fossile de scorpions de la famille des Scoloposcorpionidae.

## Distribution
Cette espèce a été découverte à Dysart en Écosse. Elle date du Carbonifère.

## Systématique et taxinomie
Cette espèce a été décrite sous le protonyme Eoscorpius tuberculatus par Peach en 1883. Elle est placée dans le genre Benniescorpio par Wills en 1960.

## Étymologie
Ce genre est nommé en l'honneur de James Bennie.

## Publications originales
- Peach, 1883 : « A new species of fossil scorpions from the Carboniferous rocks of Scotland and the English borders, with a review of the genera Eoscorpius and Mazonia of Messrs. Meek and Worthen. » Transactions of the Royal Society of Edinburgh, vol. 30, p. 397–412 (texte intégral).
- Wills, 1960 : « The external anatomy of some Carboniferous "scorpions" part 2. » Palaeontology, vol. 3, p. 276-332 (texte intégral).